# Kwade Hoek
De Kwade Hoek is een natuurgebied ten noordoosten van Goedereede. Het maakt deel uit van de Duinen van Goeree, een natuurgebied op Goeree-Overflakkee, in de Nederlandse provincie Zuid-Holland. Het wordt beheerd door Natuurmonumenten. De Kwade Hoek was een van de eerste gebieden op Goeree-Overflakkee die deze natuurbeschermingsorganisatie in handen kreeg. Onder de naam Duinen Goeree & Kwade Hoek is het gebied aangewezen als Natura 2000-gebied.
De naam, vroeger ook wel als ’kwaaien hoek’ geschreven, verwijst naar de verraderlijke stroming en zandbanken waarop menig schip is vergaan.
Het gebied ontwikkelde zich vanaf het eind van de 19e eeuw als gevolg van veranderingen aan de kust door erosie en sedimentatie en tot op de dag van vandaag groeit de kust bij de Kwade Hoek nog aan. In het oosten staat de Kwade Hoek in verbinding met het estuarium van het Haringvliet, dat wordt afgesloten door de Haringvlietdam. De afsluiting van het Haringvliet is tevens een oorzaak voor de snelle kustaangroei en er vormen zich zo zeerepen en slufters. In het westen wordt het gebied begrensd door een zeewering (die tussen 1977 en 1979 is aangelegd) en duinen.
Vermoedelijk in 1924 werd het 3,8 meter hoge lichtopstand Kwade Hoek gebouwd om het scheepvaartverkeer richting Stellendam te leiden. Nadat het licht in 2001 werd gedoofd bleef het staan als herinneringspunt.

## Hydrologie
In de Kwade Hoek speelt zowel zout als zoet water een belangrijke rol in de hydrologie. Allereerst wordt een deel van de hydrologie bepaald door de getijden en afhankelijk daarvan de overstroming van het gebied. De overstroming door de zee vindt van het oosten naar het westen plaats (in tegenstelling tot andere kustgebieden in Nederland). Hierdoor vinden we in de Kwade Hoek een gradiënt waarbij we van oost naar west eerst soorten tegenkomen die karakteristiek zijn voor waddengebieden en vervolgens vinden we lage en hoge kwelders met hun bijbehorende vegetatie. Nog verder landinwaarts blijft er invloed van zout water bestaan, door de aanwezigheid van kreken die het water meevoeren.
Hiernaast is ook de invloed van zoet water in het gebied heel belangrijk. In de duinen bevinden zich zoetwaterlenzen die gevoed worden door regenwater. Deze (hoger gelegen) zoetwaterlenzen zorgen ervoor dat in de duinvalleien kwel optreedt. Dit proces wordt echter omgekeerd wanneer het waterniveau in de duinvalleien stijgt door de overstroming met zout water. Dan dringt dit zoute water in de ondergrond van de duinen.

## Flora
In de Kwade Hoek zijn veel halofyten te vinden op de zoute gronden. Deze plantensoorten hebben de eigenschap dat ze tegen droogte kunnen, zuurstofarme omstandigheden weerstaan, en middelen hebben om zich te beschermen tegen de giftige eigenschappen van bijvoorbeeld Na+ en Cl-.
Op het wad bij de monding van het Haringvliet is nauwelijks vegetatie aanwezig. Normaal gesproken zou men hier een soort als zeekraal (Salicornia) kunnen aantreffen, maar vanwege erosie als gevolg van waterstromen uit het Haringvliet is dat niet het geval.
Op het strand kunnen jonge duinen zich ontwikkelen. Op deze duinen zal eerst biestarwegras (Elytrigia juncea subsp. boreoatlantica) zich vestigen. Als zich in het jonge duin een zoetwaterlens gaat ontwikkelen, zal helm (Ammophila arenaria) het overnemen en het biestarwegras verdwijnt.
In de lage kwelders, die alleen bij springtij overstromen zijn soorten als gewoon kweldergras (Puccinellia maritima) en schorrenzoutgras (Triglochin maritima) te vinden. Deze soorten zijn afhankelijk van de begrazing van de kwelders door runderen. Op de hoge kwelders die onder water komen te staan bij stormvloed zijn kenmerkende soorten als strandkweek (Elytrigia atherica), zilte rus (Juncus gerardii) en bij invloed van zoet water ook riet (Phragmites australis) aanwezig.
Verder de duinen in neemt het aantal soorten dat afhankelijk is van zoet water (glycophyten) toe. Zo gaat hier fioringras (Agrostis stolonifera) domineren en verder is er ook slanke waterbies (Eleocharis uniglumis) te vinden. In de Westhoofdvallei, een vochtige duinvallei, groeien bijzondere planten als vleeskleurige orchis (Dactylorhiza incarnata), rietorchis (Dactylorhiza majalis subsp. praetermissa), Harlekijn (Anacamptis morio) en gewone addertong (Ophioglossum vulgatum). Wanneer men vanaf de kust steeds verder de duinen in gaat, komt men eerst duindoornstruwelen met liguster en vlier tegen; verderop zijn er wegedoorn-meidoornstruwelen te vinden.
|  |  |  |

## Fauna
Op de schorren en slikken aan de noordoost kant van de Kwade Hoek leven vogelsoorten als grutto, kluut en tureluur. Het gedeelte van de duinen dat wordt begraasd, vormt tevens een belangrijk broedgebied voor de tureluur, scholekster en kievit. Ook voor trekvogels, zoals de kramsvogel is dit gebied aantrekkelijk, vanwege de vele besdragende struiken die hier voorkomen. In poeltjes zijn reigers en lepelaars aan te treffen.
Tevens zijn er in het gebied veel insecten aanwezig, waaronder de platbuik en de tangpantserjuffer.
In een groot deel van het gebied lopen ’s zomers Charolaisrunderen. Deze runderen worden ingezet bij het beheer in de Kwade Hoek.
|  |  |  |

## Beheer
In de Kwade Hoek wordt veel gedaan om de verruiging van de duinen tegen te gaan. Zo lopen er al 25 jaar grote grazers (70 zwart-bonte koeien) om de vegetatie kort en afwisselend te houden, deze grazen enkel en alleen op de kwelder aan de oostkant. De runderen trappen onder andere vaak kale plekken in de grond, waar zo kiemmogelijkheden voor planten kunnen ontstaan, en soms ontwikkelt zich een geheel andere vegetatie (zoals het Kweldergras-verbond) dan zonder begrazing het geval zou zijn. Ook wordt elk jaar 15 hectare aan grasland gehooid en de duinvalleien worden geplagd, zodat het grondwater aan de oppervlakte blijft en een kenmerkende vegetatie voor deze natte duinvalleien behouden blijft.